# Tesi de la continuïtat
La tesi de la continuïtat és una teoria que postula que no va haver-hi una ruptura brusca entre l'edat mitjana i el Renaixement, sinó que aquest segon període va ser una evolució de l'època anterior. La polèmica entre els que defensen la continuïtat entre els dos períodes i els que aposten per una revolució o canvi de paradigma no està resolta i en l'actualitat la majoria d'historiadors aposten per una visió intermèdia.

## Història
Un dels primers defensors de la teoria va ser Pierre Duhem, qui va assenyalar la influència dels estudiosos medievals, com Nicolau Oresme, en la ciència moderna. Aquest estudiós veu que la ciència avança no a base de revolucions sinó de teories o descobertes que s'afegeixen a les anteriors en una cadena contínua des de l'antiguitat fins a l'actualitat. Justament des de la història de la ciència es des d'on més s'ha defensat la teoria de la continuïtat.

## Arguments a favor
Un primer argument a favor de la tesi continuista és la definició dels períodes objecte d'estudi. El terme edat mitjana, de fet, va ser encunyat per un renaixentista, Giorgio Vasari a Le Vite, qui pretenia donar més importància a la seva època, lligada a un passat d'esplendor associat al món clàssic grecollatí, que emergia d'un llarg període de foscor que només estava "enmig" de dues etapes de llum. A més a més, si bé se sol associar l'inici de l'edat mitjana a la caiguda de l'Imperi Romà el 476, no està tan clar el límit posterior, ja que s'apunten esdeveniments simbòlics com la caiguda de Constantinoble o la descoberta d'Amèrica però els canvis culturals i socials que s'associen al renaixement no estan associats a aquestes fets sinó que són anteriors. Fins i tot el renaixement artístic, un dels arguments usats per diferenciar les etapes, sorgeix a Itàlia molt abans que l'edat moderna.
Un segon grup d'arguments busca els precedents medievals en els suposats avenços renaixentistes. Va ser durant l'anomenat renaixement del segle XII que es van assentar les bases d'una nova manera de pensar i que van proliferar les traduccions. Les universitats van néixer durant l'edat mitjana i va ser en elles on es desenvoluparia una mentalitat que acabaria amb el teocentrisme precedent, i no durant l'humanisme. El món clàssic no s'hauria perdut per ser posteriorment descobert, sinó que estaria als fonaments de l'educació medieval, iniciada amb les còpies als scriptoria dels monestirs, on justament era el llatí la lingua franca.
Alguns fins i tot van més enllà i acusen el renaixement de ser un període de retrocés respecte l'edat mitjana. El renaixement és vist com una degeneració de la ciència de la baixa edat mitjana, per l'auge de la màgia enfront l'experimentació, com destaca George Sarton i per les pèrdues que va suposar l'extensió a Europa de la pesta negra. Segons James Franklin, la literatura del segle XV està absent de referents de qualitat i les disciplines que dominen són l'astrologia i l'alquímia, que no poden considerar-se ciència, una ciència moderna que no començaria fins al segle xvii. Seria també en aquest segle quan es produirien avenços en filosofia, ja que els pensadors renaixentistes desenvolupen qüestions idèntiques a les dels filòsofs medievals.

## Crítiques
Els crítics a la teoria de la continuïtat afirmen que aquesta ha sorgit per un intent dels medievalistes d'eliminar les connotacions negatives afegides per la historiografia moderna a l'edat mitjana i no pas per motius objectius per negar el canvi profund que suposa el renaixement. El renaixement implica el sorgiment de l'estat modern i una consideració de l'individu com un ésser original, únic, que ha d'ocupar el centre de les investigacions científiques i filosòfiques. El món és vist com una màquina de la qual cal conèixer els mecanismes, una concepció ben allunyada de la reverència divina amb què es contempla la naturalesa a l'època medieval. S'imposa el racionalisme i augmenta el comerç. Dins de l'art es produeixen innovacions, tant en els temes com en les tècniques. Es redescobreixen els autors grecs i es tornen a rellegir els llatins, que impregnen tota la vida cultural de l'etapa. L'era de l'exploració obre les fronteres i modifica la idea del món prèvia. I tots aquests factors conformen una nova època, que es pot considerar un salt, una ruptura innegable, sancionada per la historiografia amb la periodització, implementada justament en un període com el romanticisme, no precisament hostil al període medieval.